# Strophius hirsutus
Strophius hirsutus là một loài nhện trong họ Thomisidae.
Loài này thuộc chi Strophius. Strophius hirsutus được Octavius Pickard-Cambridge miêu tả năm 1891.